# Wita Silczanka
Wita Uładzimirauna Silczanka-Scziestnawicz (biał. Віта Уладзіміраўна Сільчанка-Счестнaвiч; ur. 16 lutego 1967 w Mińsku) – białoruska florecistka, brązowa medalistka mistrzostw Europy. 
W 1992 roku zdobyła brązowy medal w turnieju indywidualnym na mistrzostwach Europy w Lizbonie. Wyprzedziły ją jedynie Niemka Sabine Bau i Węgierka Aida Mohamed.
Była też między innymi ósma indywidualnie na mistrzostwach świata w Atenach w 1994 roku i trzynasta drużynowo na mistrzostwach świata w La Chaux-de-Fonds w 1998 roku.
Wystartowała na igrzyskach olimpijskich w Atenach w 2004 roku, gdzie zajęła 24. miejsce w turnieju indywidualnym. Był to jej jedyny start olimpijski.